# Urbán Lajos (miniszter)
Urbán Lajos (Budapest, 1934. szeptember 4. – ) magyar vasúti vezető, a MÁV vezérigazgatója 1973–1982 és 1989–1990 között, az 1980-as években közlekedési miniszter, illetve államtitkár, a Vasúti Lexikon főszerkesztője.

## Életpályája

### Fiatalkora
Apja gépkocsivezető volt. 1957-ben szerzett az Építőipari és Közlekedési Műszaki Egyetemen közlekedésmérnöki oklevelet, ugyanettől az évtől a MÁV közlekedési üzemmérnöke. 1961-ben belépett az MSZMP-be. 1962-ben másoddiplomát szerzett a BME-n gazdasági szakmérnöki végzettségből. 1962–1963-ban a Közlekedési és Postaügyi Minisztérium (KPM) pénzügyi főosztályának főmérnöke volt. 1963-ban az Országos Tervhivatalba került, a közlekedési főosztály főelőadója volt, ebbéli minőségében aktívan részt vett az 1968-as közlekedéspolitikai koncepció kidolgozásában és a szakmai vitákban is. 1968-tól az MSZMP KB Gazdaságpolitikai Osztály munkatársa 1972-ig.

### A MÁV élén
1972–1973 júliusa között a MÁV vezérigazgató-helyettese, Mészáros Károly váratlan halálát követően 1973 júliusától kezdve először csak megbízott, majd 1974. január 1-jétól kinevezett vezérigazgatója egészen 1982-ig. Igazgatósága alatt történt meg az 1968-as közlekedéspolitikai koncepció teljes végrehajtása, ekkoriban foglalkoztatta a MÁV a legtöbb embert (124 ezer fő), érte el a legnagyobb elszállított áruforgalmat (137 millió tonna elszállított áru egy év alatt.) Ezen időszak alatt folytatódott a V43-as, M62-es mozdonyok beszerzése, megindult az M41-es sorozat gyártása és a V63-as nagyteljesítményű mozdonyok tervezése és gyártása. A kocsiforgalomban megindult a teherkocsipark teljes rehabilitációja, új személykocsitípusok beállítása. A mellékvonalakon nagy változást indított a Bzmot motorvonatok beszerzése és elindítása.
Az akkori rend szerint [forrás?] 1976. április 10-én kinevezték közlekedés- és postaügyi miniszterhelyettessé, majd 1977. július 1. és  1983. június 30. közlekedés- és postaügyi államtitkár volt. 1983. július 1-jétől az utódminisztérium (a Közlekedési Minisztérium) államtitkára, majd közlekedési miniszter 1984. június 27. és 1988. december 31. között. Ő volt az 1984-ben kiadott Vasúti Lexikon főszerkesztője. Ezután ismét a MÁV elnök-vezérigazgatója volt 1989–1990-ben. Ebben a periódusban erősen apadó forgalommal és finanszírozással kellett vezetnie a vasutat.

### A rendszerváltás után
1990-től ingatlanfejlesztési tanácsadó. A MÁV Rt. igazgatóságának tagja volt 2002-2004 között, azóta nyugdíjas.